# ЛітераDYPA
ЛітераDYPA — перший студійний альбом українського гурту «ТіК», випущений у квітні 2007 року лейблом Moon records.
Перший кліп було відзнято на пісню «Олені», у ефірі українських музичних телеканалів він з'явився восени 2006 року. Один з куплетів пісні проспівав Сергій Міхалок — вокаліст гурту Ляпіс Трубецкой. Разом з іншим фронтменом того колективу — Павлом Булатніковим, вони знялись у цьому кліпі.
Також було відзнято кліпи на пісні «SOSюра», «Вчителька» та «Апрєль».

## Композиції
1. SOSюра — 3:21
2. Вчителька — 3:23
3. Олені — 2:52
4. АЛКО голізм — 2:49
5. Сіржант — 3:10
6. Ноябр — 3:26
7. ЗАГРЕБЕ-льний — 2:22
8. Баби — 2:51
9. Апрєль — 3:31
10. Очі (Ти ховаєшся в снах) — 2:33
11. Дєцкіє ігри — 2:29

## Відео
- «Олені» (2006)
- «SOSюра» (2007)
- «Вчителька» (2007)
- «Апрєль» (2008)

## Музиканти

### ТіК
1. Віктор Бронюк — вокал, акордеон
2. Сергій (Бальзак) Олійник – гітара
3. Олексій Ліманець — бас-гітара
4. Ян Нікітчук — труба
5. Олександр Філінков — барабани
6. Євген Зиков — клавішні

### Спеціально запрошені гості
1. Ляпис Трубецкой — вокал (3)

### Запрошені музиканти
- Віталій Телезин — Rhodes (3), клавінет (1), синтезатори (1, 2, 6, - 8, 11), перкусія (1, 2, 4, 6, 7 -11), пилосос (11)
- Олег Яшник — гітара (3, 9, 10), акустична гітара (6), синтезатор (3)
- Влад Ярун — гітара HMR (4, 5, 8, 10, 11), акустична гітара (11)
- Олександр Береговський – перкусія (3, 6, 7)
- Денис Репей – бас–гітара (3)